# Mussi (Argentina)
Mussi es una localidad argentina ubicada en el departamento San Alberto de la provincia de Córdoba. Se encuentra sobre la ruta provincial 15, 40 km al norte de Mina Clavero. A 7 km de Ambul.
Se encuentra al pie de las Sierras Grandes.

## Población
Cuenta con 21 habitantes (Indec, 2010), lo que no representa cambio significativo frente a los 22 habitantes (Indec, 2001) del censo anterior.
| Gráfica de evolución demográfica de Mussii entre 1991 y 2010 |
|                                                              |
| Fuente: Censos nacionales del INDEC                          |